# .lc
.lcは国別コードトップレベルドメイン（ccTLD）の一つで、セントルシアに割り当てられている。